# アイスホッケーフィンランド代表
アイスホッケー男子フィンランド代表（アイスホッケーだんしフィンランドだいひょう、英語: Finland men's national ice hockey team、愛称: ライオンズ）は、フィンランドアイスホッケー協会により編成されるフィンランドの男子アイスホッケーナショナルチームである。
最高成績は、オリンピックでは2022年北京オリンピックの金、世界選手権では4回優勝している。

## 歴代代表選手
- アールネ・ホンカヴァーラ 1943–1953
- ケイヨ・クーセラ 1938–1959
- ラッセ・オクサネン 1962–1977
- エサ・ペルトネン 1965–1982
- ライモ・キルピオ 1956–1967
- テッポ・ラスティオ 1953–1964
- ヘイノ・プッリ 1957–1965
- ユハニ・タンミネン 1969–1982
- ヘイッキ・リーヒランタ 1967–1983
- ウルポ・ユロネン 1965–1979
- レイヨ・ルオッツァライネン 1977–1996
- ウント・ヴィータラ 1946–1956
- ヤリ・クリ 1979–1998
- マッティ・ハグマン 1974–1987
- ヤンネ・オヤネン 1986–2010
- ライモ・ヘルミネン 1983–2008
- ミカ・ニエミネン 1988–2000
- ティモ・ユティラ 1983–1997
- サク・コイヴ 1992–2014
- ヴィッレ・ペルトネン 1993–2014
- テッポ・ヌンミネン 1985–2009
- キンモ・ティモネン 1991–
- サミ・カパネン 1990–2010
- イェレ・レフティネン 1991–2010
- アリ・スランデル 1992–2003
- ヤルモ・ミュッリュス 1986–2001
- ユッカ・タンミ 1985–1998
- エサ・ティッカネン 1985–2000
- テーム・セランネ 1988–2014
- ミーッカ・キプルスオフ 1994–2013
- オッリ・ヨキネン 1997–2014
- ミッコ・コイヴ 2000–
- ペッテリ・ヌンメリン 1992–
- サミ・サロ 2000-
- ミカエル・グランルンド 2010-
- セバスチャン・アホ 2015-
- ミッコ・ランタネン 2015-
- カーポ・カッコ 2019-